# 国務
| ウィキペディアには「国務」という見出しの百科事典記事はありません（タイトルに「国務」を含むページの一覧/「国務」で始まるページの一覧）。 代わりにウィクショナリーのページ「国務」が役に立つかもしれません。 |